# За Радянську Україну (газета)
За Радянську Україну — газета, що видавалася владою СРСР для окупованої військами Третього Райху та його союзників території України.

Заснована при Політуправлінні Південно-Західного фронту з початком Німецько-радянської війни. 

Виходила від липня 1941 до лютого 1943 року. Від вересня 1942 року — орган ЦК КП(б)У та ВР УРСР.

## Видання та розповсюдження
Виходила тричі на тиждень. Всього було надруковано 126 номерів.

№ 1 від 31 липня 1941 був надрукований ще у Києві. Редакція спочатку розташовувалася у Броварах, а далі переміщувалася разом із військами Південно-Західного фронту: до Прилук — Миргорода — Зінькова — Харкова — Валуйок — Воронежа — Білої Калитви — Калача-на-Дону — Сталінграда, звідки переїхала до Саратова, потім до Москви. У Москві знаходилася при Українському штабі партизанського руху. .
Газета розповсюджувалася на окупованій території України. Над цією територією щомісяця з літаків скидали 1,5–2 млн газет та ще листівок, які також готувала редакція газети.

## Авторський колектив
Головним редактором газети був призначений Микола Бажан, відповідальним секретарем — Семен Журахович. До складу редколегії входили Ванда Василевська, Олександр Корнійчук та Лев Троскунов (псевд. Андрій Василько). Кореспондентами були Сергій Воскрекасенко (псевд. Сергій Канівець), Казимир Агніт-Следзевський, Андрій Малишко, Анатолій Шиян (псевд. А. Вересай), під колективим псевдо Рудий Панько друкувалися А. Малишко, С. Воскрекасенко та А. Шиян. Фотокореспондентом працював Яків Давидзон.

## Зміст публікацій
У газеті публікувалися матеріали про становище на фронтах, бойові дії партизанських загонів. Друкувалися художні твори Павла Тичини, Максима Рильського, Івана Ле, Володимира Сосюри, Петра Панча, Леоніда Первомайського. Серед пропагандистських матеріалів значне місце займали статті про український націоналістичний рух.
Щодо українського руху на окупованих територіях у цій газеті використовувалась лексика-лайка: «зрадники українського народу — петлюрівці, ОУН-івці, гетьманці», «вірні пси Гітлера», «брехуни, шпигуни і підлі вбивці». Щодо Українського державного правління — " «український уряд» (купка підплачених суб'єктів, які маршують у таборі гітлерівської армії) не є незалежною владою ". У числі газети від 13 серпня знову згадувався "уряд «Соборної України» ", а його члени були названі «хортами». Для дискредитації націоналістичного українського руху на окупованих територіях СРСР, російськими комуністами був «винайдений» новий безглуздий термін «українсько-німецькі націоналісти», що використовувався у газетних публікаціях. Пропаганда СРСР, як у його межах, так і для закордону, називала український патріотичний незалежницький рух «спільниками Гітлера», що хотіли «розірвати кровні братні зв'язки українського народу з російським, вирвати радянську Україну з сім'ї радянських народів, вкинути Україну в пельку Гітлерові», перетворити Україну на німецьку колонію.

## Ліквідація
Взимку 1943 року поліграфічна база газети була передана газеті «Радянська Україна»